# Świadkowie Jehowy w Eswatini
Świadkowie Jehowy w Eswatini (d. Suazi) – społeczność wyznaniowa w Eswatini, należąca do ogólnoświatowej wspólnoty Świadków Jehowy, licząca w 2023 roku 3269 głosicieli, należących do 76 zborów. Na dorocznej uroczystości Wieczerzy Pańskiej w 2023 roku zebrało się 8345 osób. Działalność miejscowych wyznawców koordynuje południowoafrykańskie Biuro Oddziału w Krugersdorp.

## Historia

### Początki
W 1925 roku współwyznawcy z Afryki Południowej dotarli na teren Suazi i rozpoczęli działalność kaznodziejską. W 1936 roku król Sobhuza II, uroczyście podjął głosicieli, Roberta i George’a Nisbetów, oraz nabył od nich wszystkie ich publikacje.

### Prześladowania
W październiku 1982 roku 90 Świadków Jehowy dotknęły prześladowania, gdyż nie ogolili głów na znak żałoby po zmarłym monarsze. Zostali uwięzieni i skazani na wysokie grzywny, wielu zostało brutalnie pobitych przez policję, a wodzowie plemienni zabrali im mienie i domy.
W 1989 roku liczba głosicieli przekroczyła 1000 osób.

### Rozwój działalności
W 1990 roku Sąd Najwyższy Suazi wydał wyrok na korzyść Świadków Jehowy, nakazując zwrócenie im domów i pól. W 1999 roku przekroczono liczbę 2000 głosicieli.
2 września 2005 roku Sąd Apelacyjny nakazał przywrócenie możliwości brania udziału w zajęciach szkolnych w Lomahasha dzieciom Świadków Jehowy, wyrzuconym rok wcześniej ze szkół za odmowę uczestniczenia w modlitwie szkolnej. 11 listopada ten sam sąd wydał wyrok na korzyść Świadków Jehowy, którzy odmówili noszenia tradycyjnej żałoby.
W 2007 roku liczba głosicieli wynosiła 2579 osób, cztery lata później – 3059, w 2013 roku – 3133, a w roku 2020 – 3362.
28 czerwca 2020 roku Geoffrey Jackson, członek Ciała Kierowniczego, ogłosił w nagranym wcześniej przemówieniu wydanie Pisma Świętego w Przekładzie Nowego Świata w języku suazi. W związku z pandemią COVID-19 zorganizowano specjalne zebrania w trybie wideokonferencji.
Zebrania zborowe i kongresy odbywają się w języku suazi, angielskim, portugalskim i suazyjskim migowym.